# Queijo Rabaçal

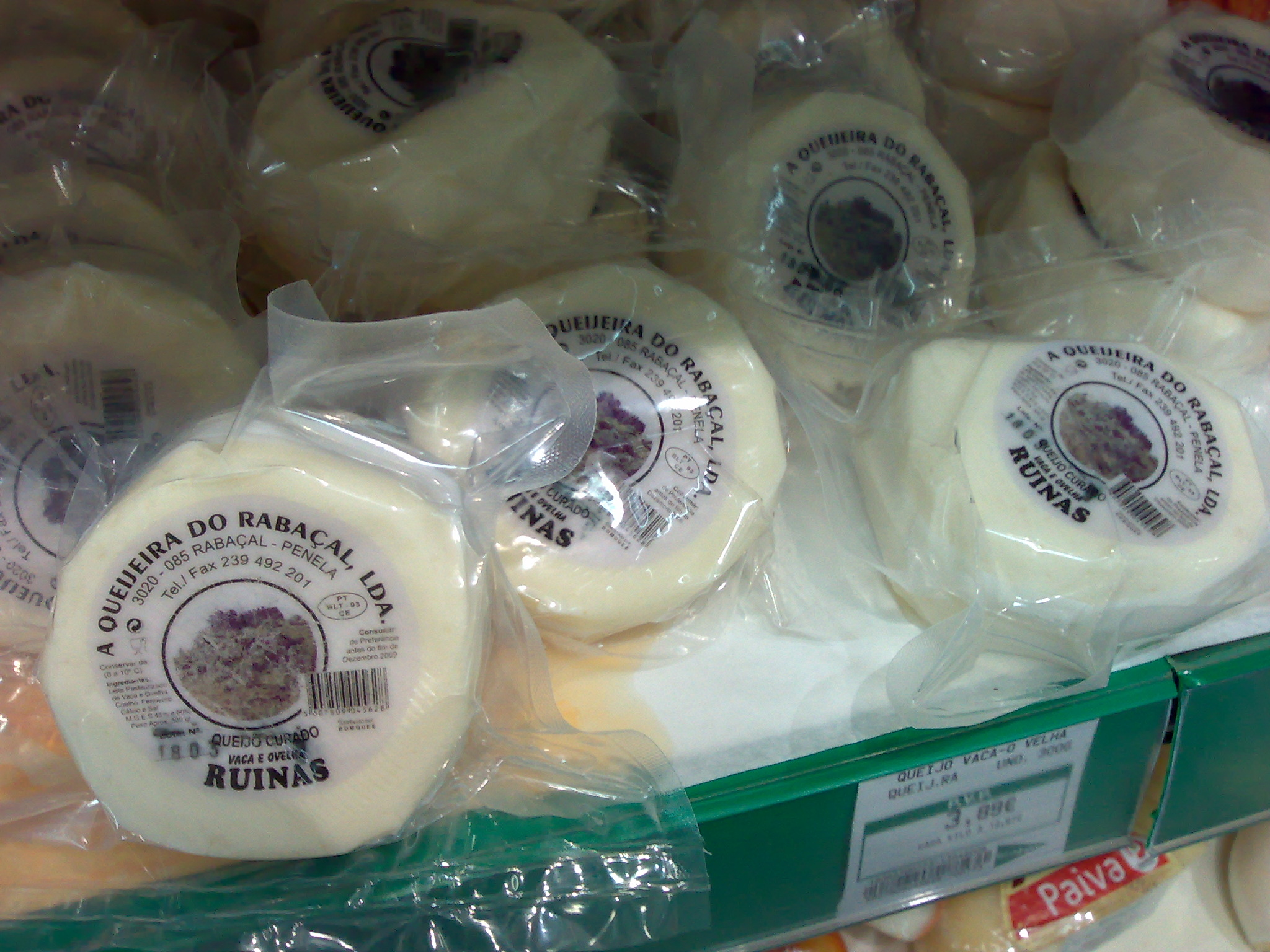
Queijo Rabaçal.

El Queijo Rabaçal es un queso típico de Portugal, muy consumido en la zona de Lisboa, es un queso de consistencia media con algunos agujeros.
El Queijo Rabaçal tiene denominación de origen protegida a nivel europeo.